# Měrćin Nowak-Njechorński
Měrćin Nowak-Njechorński (13. června 1900, Njechorń – 6. července 1990, tamtéž) byl lužickosrbský malíř, spisovatel, novinář a překladatel.

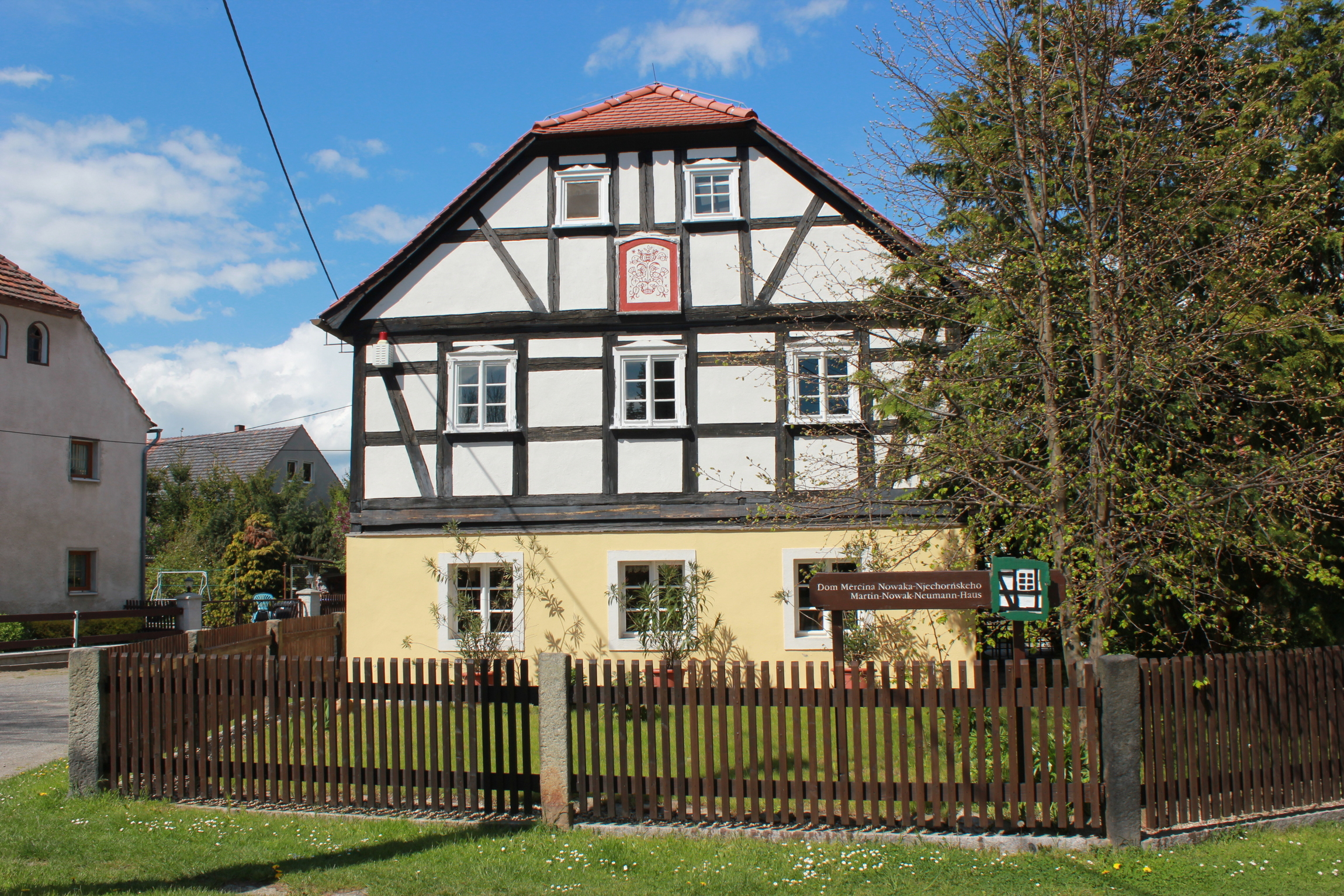
Rodný dům v Njechorně

Měrćin Nowak se narodil jako Martin Sodan (po otci Neumann) jako nemanželské dítě Lužické Srbky Ernestiny Sodanec a jejího otčíma, chudého německého dělníka Wilhelma Emila Neumanna Do školy chodil ve Worcynu, kde již začal projevovat svůj výtvarný talent. Vzhledem k nedostatku finančních prostředků v jeho rodině studoval umění v dálkovém kurzu, později nastoupil na uměleckou grafickou školu do Lipska. V roce 1920 měl ve Zhořelci svou první výstavu. Od roku 1921 studoval na akademii v Drážďanech. Během svých studií absolvoval i studijní pobyt na Akademii výtvarných umění v Praze, kde byl žákem Maxe Švabinského. Posléze studoval ještě ve Varšavě.
Roku 1923 se začal hlásit k lužickosrbské národnosti. Změnil své německé jméno Martin Neumann na Měrćin Nowak (později k němu připojil přídomek Njechorński podle jména svého rodiště), aktivně se účastnil činnosti Lužickosrbského Sokola, naučil se dokonale obě varianty lužické srbštiny a v době mezi světovými válkami působil jako novinář píšící ve prospěch nejmenšího slovanského národa (například obhajoval možnost vystupování u soudu v srbštině). Byl vedoucím redaktorem časopisů Serbski student a Sokołske listy, psal články pro Serbske Nowiny a také pracoval v polském menšinovém časopise Młody Polak w Niemczech jako ilustrátor.
V době 2. světové války působil jako voják německého Wehrmachtu, na konci války skončil v americkém zajetí. Po válce působil ve vedení organizace Domowina, vydával překlady ze slovanských literatur (Gorkij, Gogol, Karel Čapek) a začal v NDR tvořit ilustrace s takzvanou budovatelskou tematikou, které však zároveň vyjadřovaly i tematiku národnostní. Působil také jako předseda Kruhu lužickosrbských výtvarných umělců.
V jeho literární i malířské tvorbě dominují folkloristická témata, obrazy z lužickosrbských dějin, bájí či lidových písní (jeho malířským vzorem byl Mikoláš Aleš). Na folklór navazuje i ve své původní prozaické tvorbě. Jako výtvarník je spjat hlavně s tisíci perokresbami, ale vytvořil také několik dřevorytů či rozměrných maleb.

## Literární dílo
- Ruskie byliny (Ruské byliny, Praha 1927), převyprávení ruských bylin,
- Po serbskich pućach (Po lužických cestách, Budyšín 1936),
- Wusaty Krjepjel a druhe bajki (Vousatý skřítek a jiné povídky, Budyšín 1950),
- Wuknimy dolnoserbski. Krótki kurs delnjoserbšćiny za hornjołužiskich Serbow (Budyšín 1952),
- Zapiski Bobaka (Bubákovy zápisky, Budyšín 1952),
- Serbski Wšudźebył (česky jako Vyprávění lužického Všudybyla, Budyšín 1954), kniha cestopisných črt zachycujících tvář Horní i Dolní Lužice a autorových osobních vzpomínek.
- Mišter Krabat (Čaroděj Krabat, Budyšín 1954), literární zpracování lužickosrbských pověstí ze 17. století
- Kołowokoło Błotow (Kolemdokola Blat, Budyšín 1957),
- Bołharske podlěćo (Bulharské podletí, Budyšín 1958),
- Wot wčerawša na jutřiše (Budyšín 1960),
- Molerjo, spěwarjo, podróżnicy (Malíři, spěváci, cestovatelé, Budyšín 1961),
- Pod Pamirom a za Kaukazom, Budyšín 1961),
- Baćon a žaby a druhe bajki (Čáp a žáby a jiné bajky, Budyšín 1967).

## Česká vydání
- Z lužických národních písní, Kolo lužických spisovatelů, Praha 1936, dvanáct kreseb autora s úvodem Jaroslava Votruby
- Čaroděj Krabat, SNDK, Praha 1961, přeložila Bohumila Šretrová,
- Vyprávění lužického Všudybyla, SNKLU, Praha 1964, přeložila Zora Beráková.